# Centruroides limbatus
Centruroides limbatus es una especie de escorpión del género Centruroides, familia Buthidae. Fue descrita científicamente por Pocock en 1898.
Se distribuye por Costa Rica, Honduras y Panamá.

## Hábitat
Dentro de su área de distribución, C. limbatus es un depredador común en la vegetación del sotobosque. También se sabe que frecuenta casas y otros edificios donde abunda la comida. C. limbatus es una especie diurna que pasa la noche escondida en grietas y hendiduras. Se ha registrado desde el nivel del mar hasta los 1400 metros.